# Kortedala cup
Kortedala Cup, uppkallad efter stadsdelen Kortedala i Göteborg, är en handbollstävling med deltagare från bland annat Sverige, Norge och Danmark. Turneringen spelas i olika idrottshallar i Göteborgsområdet.